# Dominik Zavřel z Chodova
Blahoslavený Jan Chryzostom Dominik Zavřel, také uváděný jako Dominik Zavřel z Chodova nebo Jan Dominik Zavřel, (květen 1725 Chodov – 13. května 1799 klášter Casamari) byl český kněz, dominikánský a cisterciácký mnich v klášteře Casamari a mučedník.
Byl menší, dobře urostlé postavy a měl veliký dar jednání s lidmi. Urovnával všechny spory a neshody, vynikal pokorou, znalostmi teologie a duchovního života. Chodil s hůlkou, kterou ale při mši po proměňování odkládal a jako by zapomínal na své obtíže. Měl také velkou lásku ke svatým Jménům Ježíše a Marie, které často s úctou vyslovoval a v psaném textu také i zdobil.
Spolu s dalšími mnichy byl zavražděn francouzskými vojáky a 17. dubna 2021 byl v rámci beatifikace Simeona Cardony a pěti druhů blahořečen.

## Život

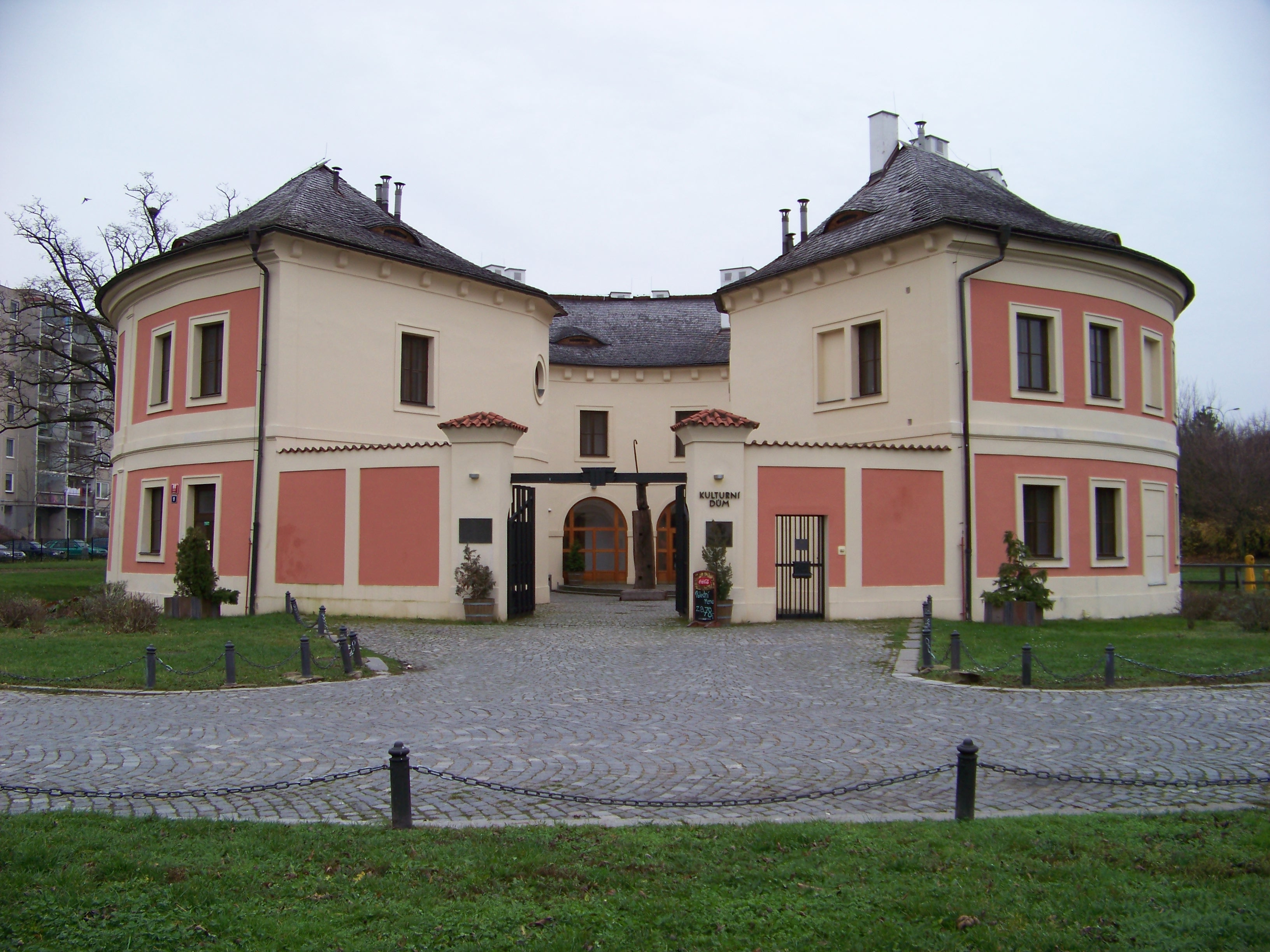
Chodovské panství

Narodil se v květnu 1725 v obci Chodov u Prahy manželům Janu a Zuzaně Zavřelovým, kteří byli poddanými benediktinům od sv. Mikuláše na Staroměstském náměstí. Právě těmto benediktinům patřilo v letech 1676 až 1728 chodovské panství a jeho otec zde byl šafářem. Byl pokřtěn 10. května téhož roku ve farním kostele Stětí sv. Jana Křtitele v Hostivaři farářem Jindřichem Františkem Kohoutem. Jan měl ještě starší sestru Rosalin pokřtěnou 1. září 1723.
Následující zprávu máme o něm z roku 1745, když odešel z Klatov do dominikánského kláštera sv. Michala v Litoměřicích. Zde byl přijat do noviciátu za Českou dominikánskou provincii a dostal jméno Chrysostom. Podle běžné praxe ve většině řeholních řádů složil po ročním noviciátu 14. srpna 1746 slavné sliby. 
V roce 1752 je v konventu sv. Jiljí v Praze uveden jako katecheta, ale také jako kněz coby student 5. ročníku teologie. Nejspíše i v těchto letech složil příslušné zkoušky. Promoval na lektora posvátném teologie a díky tomuto titulu mohl vyučovat na vyšších dominikánských školách. Následná zmíňka o něm se nachází v provinčních katalozích z roku 1755, kde v klášteře sv. Michala v Olomouci je napsán jako kazatel “moravského jazyka”. V roce 1760 byl vyslán do Plzně a v noviciátním domě v Litoměřicích byl o rok později lektorem teologie.

### Itálie
Někdy v 60. letech 18. století započal svou pouť za řeholním povoláním v Itálii. Nejprve pobýval v Benátkách, a to nejspíše v klášteře Nejsvětějšího Růžence, řečeném delle Zattere. Poté byl v Ceseně v klášteře sv. Petra Mučedníka a následně v Římě v klášteře sv. Sabiny, kde vyučoval teologii. V žádném z nich ale nezůstal. Protože stále slyšel vnitřní hlas, aby se Bohu zasvětil na nějakém „více uzavřeném místě“, obdržel v roce 1776 indult od papeže Pia VI. a v létě přestoupil do kláštera cisterciáckého řádu trapistické reformy v Casamari.
Dne 5. června 1776 byl obléknut do nového hábitu a dostal jméno Dominik. Následující rok složil 6. června slavné sliby a brzo se stal opatovým teologickým poradcem a novicmistrem. Když v roce 1788 zemřel tehdejší opat kláštera, stál v čele kláštera jako převor. V roce 1797 kvůli špatnému zdraví a svému věku na svou funkci převora a na většinu svých oficií rezignoval a zůstal novicmistrem. Převorem se stal bývalý pařížský benediktin Simeon Cardona.  Začátkem května 1799 sepsal Dominik teologický rozbor, ve kterém rozhodně odmítá návrh, který byl zcela odporující řeholi sv. Benedikta, a to ohledně možného zavedení časných slibů mezi cisterciácké trapisty po vzoru jezuitů, které připouštěl i papež Pius VI.

### Smrt

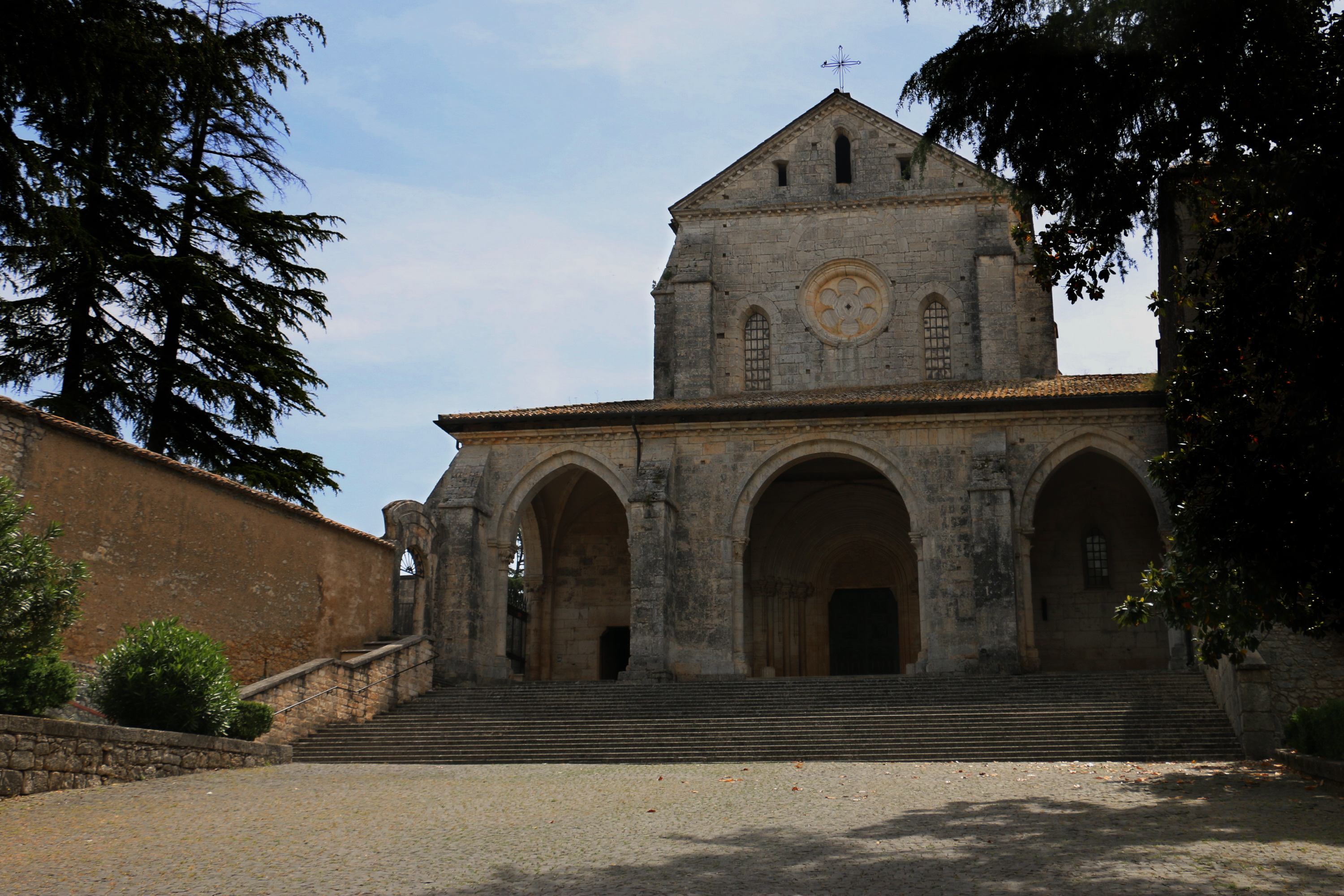
Kostel kláštera Casamari

Dne 13. května 1799, během francouzské okupace Itálie, vtrhli do kláštera francouzští vojáci vracející se z Neapole. I přes dobré přijetí ze strany mnichů, kdy dostali i napít a najíst, začali vojáci později klášter plenit. Poté co se opili, otevřeli kolem dvacáté hodiny večer ve sklepě asi pětadvacet sudů a vylévali víno a také olivový olej na zem.
Následně začali hledat peníze, rozbíjeli chrámové vybavení a hledali opata Pirelli, který ale z kláštera předem uprchl s většinou mnichů a v klášteře zůstali jen převor Simeon Cardon se sedmi mnichy, mezi kterými byl i Dominik. Chtěli ho totiž zabít, protože byl oblíbenou osobou u Neapolského královského dvora a odpůrce této revoluce. Když vojáci vešli do kostela, vzali ciborium z hlavního oltáře a hostie rozsypali na zem. V tu chvíli tam přišel otec Dominik a s pomocí místního kněze hostie posbírali a v mosazném kalichu je dali do svatostánku umístěného ve větší skříně v sakristii. O chvíli později přišli vojáci znovu do kostela, kde už ale následně začali rozbíjet mramorový svatostánek na hlavním oltáři a všechny skříně a relikviáře v sakristii. Při tom hluku přiběhl jeden z jejich důstojníků a se šavlí v ruce vyhnal vojáky. Vyndal ze skříně přenesený kalich, odevzdal ho dvou mnichům a s tasenou šavlí je ochraňoval a doprovázel je do v kapličky v ošetřovně, kde ho mniši uložili do oltáře. Onen důstojník ho provázel s tasenou šavlí, aby ho chránil před útoky ostatních Francouzů. Po chvilce přišel jiný voják do kapličky, odnesl si kalich a hostie opět rozsypal zem. Otec Dominik s pomocí spolubratra hostie posbíral už jen do korporálu, při které Dominik plakal nad takovou bezbožností. Následně spolu a chórovým mnichem v kapli adorovali, běhemž za nimi přišli rozzuření francouzští vojáci, kteří nenašli žádné peníze. Rozzuření proto mnichy zabili a když se otec Dominik snažil opět uchránit Nejsvětější svátost, ubili ho a dvěma ranami šavlí do hlavy ho zabili. Umíral se slovy: „Ježíši, Maria!“. Později pak všem zuli a odnesli boty. Byli zabiti i ostatní řeholníci z kláštera v Casamari a převor Simeon Cardona byl mučen a druhý dem zemřel.
Téhož večera řádění vojáků dorazil generál Paul baron Thiébault s několika vojáky do kláštera, zděsil se nad řáděním vojáků a poskytl ještě žijícímu převorovi Simeonovi Cardonovi svého vojenského lékaře. Pokusil se také vypátrat viníky, ale marně. Dne 16. května 1799 byli na klášterním hřbitově v samostatně označených hrobech všichni mniši důstojně pohřbeni.

## Zázraky a blahořečení
Když se do kláštera vrátil opat Romuald Pirelli, byly už hroby hojně navštěvovány poutníky a doprovázely je výkřiky s různými uzdraveními. Po krátké době tyto návštěvy ale opat Romuald Pirelli zakázal konat. Tento zákaz byl až v říjnu 1933 opatem Angelo Sevastanem zrušen a předložil žádost o zahájení kanonického procesu blahořečení. Mezitím papež bl. Pius IX. schválil žádost z roku 1847 od apoštolského komisaře a kamaldulského mnicha Arcangelo Martini o povolení exhumace ostatků, které byly 20. srpna 1859 po jejich kanonickém ohledání přeneseny do kostela. Kanonicky ohledány byly znovu za Za Nivarda Buttarazziho a následně 8. ledna 1951 přeneseny do mramorového sarkofágu, který je dodnes v pravé lodi kostela. Svou úctu jemu projevil i kardinál sb. Josef Beran, který klášter navštívil v roce 1967.
Papež František 26. května 2020 schválil a potvrdil dekret o mučednictví pro „Ctihodné Simona Cardona a druhy“, včetně Dominika. Blahořečení proběhlo 17. dubna 2021 v klášteře a celebroval tomu kardinál Marcello Semeraro. Slavnosti se zúčastnilo i několik účastníků za Českou republiku. Mezi nimi byl rektor římské Papežské koleje Nepomucenum Roman Czudek, profesor Papežské univerzity sv. Tomáše Akvinského tzv. Angelicum v Římě Efrem Jindráček a z Česka přijeli cisterciáci z Vyšebrodského kláštera.